# Sonnenfinsternis vom 12. Mai 1706
Die Sonnenfinsternis vom 12. Mai 1706 war eine totale Sonnenfinsternis, die während des Spanischen Erbfolgekriegs stattfand und Spanien, Frankreich und Deutschland überquerte. Daher galt sie zu jener Zeit als Sinnbild und Vorbote des Niedergangs von Ludwig XIV., der auch als Sonnenkönig bekannt war, „verdunkelt“ von der Großen Allianz.

## Beschreibung

Verlauf des Kernschattens über Europa

Die Finsternis war in Nord- und Westafrika sichtbar, im gesamten Europa mit seinen Inseln, in Asien einschließlich Sibirien und weiten Teilen des Mittleren Ostens, sowie in einem kleinen Teil Nordamerikas und den nördlichen Inseln. Sie war auch über dem Atlantik sichtbar. Zu einem sehr kleinen Teil erschien sie auch auf der Südhalbkugel, aber fast ausschließlich über dem Ozean. Sie gehört zum Saroszyklus 133.
Der bis zu 242 km breite Kernschattenbereich überstrich Gebiete 250 km nordwestlich der Kapverdischen Insel Santo Antão (damals eine portugiesische Kolonie) im Atlantik, die spanisch kontrollierten Kanarischen Inseln, Marokko inklusive Casablanca, Rabat, Tanger und Tétouan, Gibraltar, Spanien inklusive Málaga, Valencia und Barcelona, Frankreich mit Grenoble, Lyon, Nîmes und Marseille, die Schweiz, München, Danzig (heute Gdańsk, Polen), die Masuren, weite Teile der Ostsee, das zu jener Zeit neu gegründete Sankt Petersburg in Russland, Teile des russischen Nordens inklusive samojedischer und jakutischer Gebiete bis hin zur Mandschurei. Am breitesten war der Schatten zwischen Sachsen und Niederschlesien bei 51,5° N, 15,2° O um 10:35 mitteleuropäischer Zeit und dauerte mehr als vier Minuten.
Die Finsternis zeigte eine 50%ige Bedeckung in Burkina Faso, Mali, im Songhaireich, im libyschen Bengasi, Ankara, Sinop, in Kaspischen Gebieten und Teilen der Mongolei, und auf der anderen Seite des Kernschattens auf den nordöstlichen Inseln und der Ostküste Grönlands. Eine 75%ige Bedeckung gab es an Orten wie Norwegen, Lappland und Semlja, sowie auf der anderen Seite Bissau, Syrakus auf Sizilien und Bukarest. Gegenden mit 25%iger Sonnenabdeckung umfassten Benin, Ägypten und Babylon im Irak (damals Mesopotamien genannt). Am Rand des Finsternisbereichs befanden sich Gabun, Darfur, Nubien, der Norden der arabischen Halbinsel, Persien, Nepal, Assam und das mandschurisch kontrollierte Yunnan.
Die Finsternis begann in der Mitte des Atlantischen Ozeans und endete mit dem Sonnenuntergang in Sibirien, Korea und China. Der subsolare Punkt lag in Nubien.

## Wissenschaftliche und historische Bedeutung
Die Finsternis vom 12. Mai 1706 war die erste, für die der geographische Verlauf vorausberechnet wurde. Anders als die berühmte von Edmond Halley vorausberechnete Sonnenfinsternis vom 3. Mai 1715 war diese in England nicht total.
John Flamsteed berichtete auf Basis eines Briefes eines Captain Stanyan aus Bern der Royal Society, dass seines Wissens nach erstmals vor Erscheinen der Sonnenkugel nach einer totalen Finsternis rote Streifen beobachtet worden seien, die er fälschlicherweise einer Mondatmosphäre zuschrieb. Auch Johann Jakob Scheuchzer berichtete über die „roten Streifen“ der Finsternis, die er mit einer Mondatmosphäre in Zusammenhang brachte.
Die Sonnenfinsternis fiel auch mit dem Sieg der Allianz bei Barcelona und der Belagerung von Turin im Rahmen des Spanischen Erbfolgekriegs zusammen und wurde weithin als „Verfinsterung des Sonnenkönigs“ interpretiert, das heißt als Niedergang des Königs von Frankreich Ludwig XIV., während der französische Hof die Finsternis offiziell nur als ein naturwissenschaftliches Phänomen betrachtete.